# Euclymene
Euclymene är ett släkte av ringmaskar som beskrevs av Addison Emery Verrill 1900. Euclymene ingår i familjen Maldanidae.

## Dottertaxa tillEuclymene, i alfabetisk ordning[1][2]
- Euclymene affinis
- Euclymene africana
- Euclymene annandalei
- Euclymene aucklandica
- Euclymene campanula
- Euclymene collaris
- Euclymene corallicola
- Euclymene coronata
- Euclymene delineata
- Euclymene dispar
- Euclymene droebachiensis
- Euclymene glandularis
- Euclymene grossa
- Euclymene insecta
- Euclymene lindrothi
- Euclymene lombricoides
- Euclymene luderitziana
- Euclymene lumbricoides
- Euclymene lyrocephala
- Euclymene mossambica
- Euclymene natalensis
- Euclymene oerstedi
- Euclymene oerstedii
- Euclymene palermitana
- Euclymene papillata
- Euclymene reticulata
- Euclymene robusta
- Euclymene santandarensis
- Euclymene trinalis
- Euclymene tropica
- Euclymene uncinata
- Euclymene watsoni